# 日本の貨物取扱駅
| 年度     | 貨物駅数 |
| -------- | -------- |
| 昭和35年 | 3628駅   |
| 40       | 2925     |
| 41       | 2918     |
| 42       | 2894     |
| 43       | 2868     |
| 44       | 2824     |
| 45       | 2527     |
| 46       | 2140     |
| 47       | 1978     |
| 48       | 1859     |
| 49       | 1684     |
| 50       | 1634     |
| 51       | 1569     |
| 52       | 1529     |
| 53       | 1406     |
| 54       | 1358     |
| 55       | 1234     |
| 56       | 1147     |
| 57       | 848      |
| 59       | 467      |

日本の貨物取扱駅（にほんのかもつとりあつかいえき）を、『貨物時刻表』に収録された貨物取扱駅コード順に掲載する。
- （タ）は「貨物ターミナル駅」の略
- ORSは「オフレールステーション」の略
- （信）は「信号場」の略
- （操）は「操車場」の略
- （営）は「コンテナ営業所」の略
- 新営業所は貨物時刻表2017年度版から初出
- 上記以外で連絡社線の名称でないものは「駅」。連絡社線の駅には番号があるものとないものとがある。
- （旅客駅）は旅客駅で貨物取扱駅コードのあるもの

## 1xxx
- 1012 帯広貨物
- 1021 音別
- 1025 釧路貨物
- 1120 中斜里ORS
- 1205 近文
- 1301 新旭川
- 1302 北旭川
- 1310 名寄ORS
- 1420 北見
- 1514 小樽築港ORS
- 1523 苗穂
- 1525 札幌（タ）
- 1537 茶志内
- 1543 滝川
- 1552 島松
- 1606 陣屋町
- 1607 本輪西
- 1608 東室蘭
- 1614 萩野
- 1617 苫小牧貨物
- 1701 赤平
- 1708 富良野
- 1803 函館貨物

## 2xxx
- 2004 一ノ関
- 2007 水沢
- 2010 六原ORS
- 2012 北上
- 2015 花巻空港
- 2018 盛岡（タ）
- 2033 八戸（旅客駅）
- 2034 八戸貨物
- 2035 八戸貨物駅接続八戸臨海鉄道
  - 2035-01 北沼
- 2043 東青森
- 2044 青森（信）
- 2045 青森（旅客駅）
- 2120 本八戸
- 2207 山形ORS
- 2227 横手新営業所
- 2241 秋田貨物
- 2243 秋田港
- 2250 東能代
- 2254 大館
- 2259 弘前新営業所
- 2314 羽後本荘ORS
- 2404 安積永盛
- 2405 郡山（タ）
- 2407 郡山
- 2411 松川
- 2415 東福島ORS
- 2424 岩沼
- 2425 名取
- 2426 岩切
- 2428 仙台（タ）
- 2429 東仙台（信）
- 2431 陸前山王（旅客駅）
- 2432 陸前山王駅接続仙台臨海鉄道
  - 2432-01 仙台港
  - 2432-02 仙台北港
  - 2432-03 仙台埠頭
  - 2432-04 仙台西港
- 2474 広田
- 2475 会津若松ORS
- 2476 塩川
- 2540 古川ORS
- 2551 石巻港

## 3xxx
- 3002 二本木
- 3003 新井
- 3010 黒井
- 3014 柏崎ORS
- 3019 南長岡
- 3023 東三条
- 3027 新津
- 3036 焼島
- 3037 東新潟港
- 3040 新潟（タ）
- 3041 新崎
- 3043 黒山
- 3051 新発田
- 3052 中条ORS
- 3056 羽前水沢
- 3061 酒田港
- 3074 五日町

## 4xxx
- 4104 吹上
- 4105 熊谷（タ）
- 4109 岡部
- 4112 新町
- 4113 倉賀野
- 4114 高崎（操）
- 4115 高崎
- 4119 八木原
- 4120 渋川
- 4192 安中
- 4202 荒川沖
- 4203 土浦
- 4206 神立
- 4210 友部
- 4211 内原
- 4213 水戸ORS
- 4215 勝田
- 4219 常陸多賀
- 4220 日立
- 4229 泉駅接続福島臨海鉄道
  - 4229-02 小名浜
- 4251 川島
- 4252 下館
- 4301 越中島貨物
- 4303 新小岩信号場
- 4340 蘇我
- 4341 蘇我駅接続京葉臨海鉄道
  - 4341-01 千葉貨物
  - 4341-02 京葉市原
  - 4341-03 浜五井
  - 4341-04 玉前
  - 4341-05 甲子
  - 4341-06 前川
  - 4341-07 椎津
  - 4341-08 北袖
  - 4341-09 京葉久保田
- 4363 鹿島サッカースタジアム駅接続鹿島臨海鉄道
  - 4363-02 神栖
  - 4363-04 奥野谷浜
- 4403 田端信号場
- 4409 大宮（操）
- 4410 大宮（旅客駅）
- 4414 東鷲宮
- 4418 羽生ORS
- 4422 小山
- 4425 宇都宮（タ）
- 4427 宇都宮
- 4433 宝積寺
- 4439 矢板ORS
- 4444 新白河
- 4450 隅田川
- 4453 綾瀬
- 4455 金町
- 4475 越谷（タ）
- 4504 品川
- 4505 東京（タ）
- 4506 川崎貨物
- 4507 川崎貨物駅接続神奈川臨海鉄道
  - 4507-02 千鳥町
  - 4507-03 末広町
  - 4507-04 浮島町
- 4510 浜川崎
- 4511 扇町
- 4512 安善
- 4513 大川
- 4516 新芝浦
- 4521 新鶴見（信）
- 4525 東高島
- 4532 根岸
- 4533 根岸駅接続神奈川臨海鉄道
  - 4533-10 横浜本牧
  - 4533-12 本牧埠頭
- 4538 横浜羽沢
- 4542 逗子
- 4548 相模貨物
- 4550 西湘貨物
- 4551 鴨宮
- 4552 小田原
- 4560 伊東
- 4603 武蔵境
- 4604 中野
- 4610 八王子ORS
- 4614 初狩
- 4617 石和温泉
- 4619 甲府（旅客駅）
- 4620 竜王
- 4640 長津田
- 4661 拝島
- 4670 梶ヶ谷（タ）
- 4674 新座（タ）

## 5xxx
- 5008 西上田
- 5009 坂城
- 5011 屋代
- 5014 川中島
- 5015 長野
- 5016 北長野
- 5106 岡谷新営業所
- 5107 辰野
- 5112 塩尻
- 5140 村井
- 5141 南松本
- 5201 三島
- 5203 沼津
- 5206 原
- 5207 吉原
- 5209 富士
- 5213 静岡貨物
- 5219 島田
- 5225 磐田
- 5229 西浜松
- 5233 豊橋ORS
- 5301 下曽我
- 5302 松田
- 5321 豊川
- 5332 元善光寺
- 5338 沢渡
- 5404 刈谷ORS
- 5407 笠寺
- 5408 笠寺駅接続名古屋臨海鉄道
  - 5408-01 東港
  - 5408-02 名古屋南貨物
  - 5408-03 知多
  - 5408-06 昭和町
- 5409 名古屋臨海鉄道東港駅接続名古屋鉄道
  - 東名古屋港
  - 名電築港
- 5410 名古屋（タ）
- 5412 名古屋
- 5420 清洲
- 5421 稲沢
- 5423 岐阜（タ）
- 5424 穂積
- 5428 近江長岡
- 5466 東成岩駅接続衣浦臨海鉄道
  - 5466-02 半田埠頭
- 5467 東浦駅接続衣浦臨海鉄道
  - 5467-02 碧南市
- 5470 美濃赤坂
- 5471 美濃赤坂駅接続西濃鉄道
  - 5471-01 乙女坂
- 5507 富田（旅客駅）
- 5508 富田駅接続三岐鉄道
  - 5508-01 東藤原
- 5510 四日市
- 5512 塩浜
- 5513 南四日市
- 5604 新守山
- 5605 春日井
- 5608 多治見
- 5702 高月
- 5704 敦賀
- 5710 南福井
- 5716 芦原温泉
- 5722 松任
- 5725 金沢（タ）
- 5732 越中大門
- 5737 富山貨物
- 5740 魚津
- 5744 青海ORS
- 5745 糸魚川
- 5760 敦賀港新営業所
- 5790 二塚
- 5820 能町
- 5821 伏木
- 5823 高岡貨物
- 5843 速星
- 5844 西富山

## 6xxx
- 6000 米原
- 6005 守山
- 6007 石山
- 6008 膳所
- 6011 京都貨物
- 6012 向日町
- 6017 吹田（タ）
- 6020 大阪（タ）
- 6032 神戸（タ）
- 6033 兵庫
- 6046 宝殿
- 6048 御着
- 6049 姫路貨物
- 6111 徳庵
- 6131 安治川口
- 6172 西浜
- 6215 百済（タ）
- 6444 和歌山新営業所
- 6505 福知山ORS
- 6609 湖山ORS
- 6616 伯耆大山
- 6624 東松江新営業所
- 6708 岡山（タ）
- 6709 倉敷（旅客駅）
- 6710 倉敷駅接続水島臨海鉄道
  - 6710-02 水島
  - 6710-05 倉敷（タ）
  - 6710-06 東水島
- 6713 東福山
- 6715 福山
- 6717 糸崎

## 7xxx
- 7000 高松
- 7001 高松（タ）
- 7006 多度津
- 7011 伊予三島
- 7012 新居浜
- 7019 松山貨物
- 7045 高知ORS
- 7080 徳島ORS

## 8xxx
- 8010 広島（タ）
- 8016 大竹
- 8020 岩国
- 8027 下松
- 8030 新南陽
- 8032 防府貨物新営業所
- 8041 宇部
- 8043 厚狭
- 8048 新下関
- 8050 幡生（旅客駅）
- 8051 下関

## 9xxx
- 9005 北九州（タ）
- 9006 東小倉
- 9007 浜小倉
- 9012 黒崎
- 9018 千早（操）
- 9019 福岡（タ）
- 9032 鳥栖（タ）
- 9103 鍋島
- 9118 長崎ORS
- 9144 有田ORS
- 9410 西大分
- 9413 鶴崎
- 9420 延岡
- 9423 南延岡
- 9508 大牟田ORS
- 9516 熊本
- 9530 八代
- 9603 川内
- 9606 鹿児島（タ）
- 9650 佐土原ORS
- 9654 都城ORS

## コードなし
- 板橋（営）
- 足立（営）
- 小牧（営）